# Font des Greixes
La font des Greixes o font de les Greixes és una font de l'antic poble de Vilanoveta, de l'antic terme d'Hortoneda de la Conca, pertanyent a l'actual municipi de Conca de Dalt, al Pallars Jussà.
Està situada a 905 m d'altitud, al sector sud del terme, al sud-oest de Vilanoveta i a l'est-sud-est d'Aramunt. És a l'esquerra del riu de Carreu, prop d'on hi aiguavessa la llau Gran.